# Parinirvána

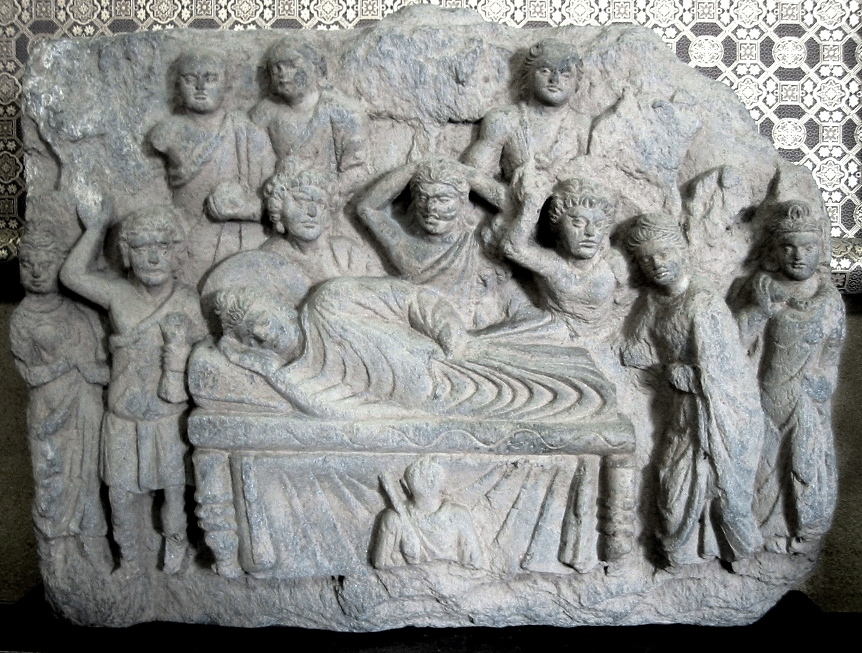
Buddhova smrt, respektive Buddhova maháparinirvána, Gandhára (2.–3. stol.)

Parinirvána (v sanskrtu; v páli parinibbána) je pojem užívaný v buddhismu pro konečné vyvanutí, pro konečné dosažení nirvány. Přesný překlad zní „plná nirvána“. Parinirvány nebo parinibbány dosahují po své smrti pouze plně osvícené bytosti – arahanti (míněno v širším slova smyslu – tedy nejen plně osvícení Buddhovi žáci). Tohoto stavu dosahují v okamžiku, kdy dojde k rozpadu pěti složek existence.
Během svého života může arahant tento stav prožívat za předpokladu, že je schopen vstupovat do soustředění pálijsky zvaného niródha-samápatti. V tomto hlubokém soustředění dojde k dočasnému vykořenění veškeré mentální aktivity a může být prožívána tzv. anupádisésanibbána – „nibbána bez zbývajících složek existence“ (míněno pět složek – khandh). Stejného stavu pak arahant (tedy i arahant, který za svého života není schopen vstupovat do niródha-samápatti) dosáhne v okamžiku smrti, kdy ustanou všechny mentální aktivity. Naopak nibbána prožívaná během života, kdy jsou mentální aktivity stále přítomné, je nazývána jako supádisésanibbána – „nibbána se zbývajícími složkami existence“.